# Byron (Wyoming)
Byron è un centro abitato (town) degli Stati Uniti d'America, situato nella Contea di Big Horn dello Stato del Wyoming. Nel censimento del 2000 la popolazione era di 557 abitanti.

## Geografia fisica
Secondo i rilevamenti dell'United States Census Bureau, la località di Byron si estende su una superficie di 2,3 km², dei quali 2,2 km² occupati da terre, e 0,1 km² da acque.

## Popolazione
Secondo il censimento del 2000, a Byron vivevano 557 persone, ed erano presenti 1488 gruppi familiari. La densità di popolazione era di 256 ab./km². Nel territorio comunale si trovavano 217 unità edificate. Per quanto riguarda la composizione etnica degli abitanti, il 90,84% era bianco, lo 0,36% era nativo, il 7,18% apparteneva a due o più razze e l'1,62% a due o più. La popolazione di ogni razza ispanica corrispondeva al 14,00% degli abitanti.
Per quanto riguarda la suddivisione della popolazione in fasce d'età, il 32,9% era al di sotto dei 18, il 7,4% fra i 18 e i 24, il 21,2% fra i 25 e i 44, il 24,8% fra i 45 e i 64, mentre infine il 13,8% era al di sopra dei 65 anni di età. L'età media della popolazione era di 34 anni. Per ogni 100 donne residenti vivevano 106,3 maschi.